# Hydropsyche hackeri
Hydropsyche hackeri är en nattsländeart som beskrevs av Wolfram Mey 1998. Hydropsyche hackeri ingår i släktet Hydropsyche och familjen ryssjenattsländor. Inga underarter finns listade i Catalogue of Life.